# Африканская солидарность за демократию и независимость
Африканская солидарность за демократию и независимость (фр. Solidarité Africaine pour la Démocratie et l'Indépendance, SADI) — левая политическая партия в Мали. Была основана режиссёром Шейхом Умаром Сиссоко и доктором Умаром Марико в 1996 году в оппозиции к президенту Альфа Умару Конаре; Сиссоко с тех пор является председателем партии, а Марико занимает её высший пост генерального секретаря. Партия является панафриканской по идеологии и связана на глобальном уровне с Международным коммунистическим семинаром, который организовывала маоистская Партия труда Бельгии, хотя в ней также присутствуют сторонники Новой антикапиталистической партии и Воссоединённого Четвёртого интернационала.

## История
Партия была порождена движением, выросшим из демонстраций 1991 года против военного режима президента Мусса Траоре. Внутри протестного движения 1991 года, которое свергло правительство, Марико возглавлял Ассоциацию студентов и школьников Мали (AEEM).
Не считая учредительного, свой первый съезд партия провела в марте 2002 года, выбрав Марико в качестве кандидата на президентских выборах в апреле 2002 года. На них он занял 12 место с 0,88 % голосов. Однако на парламентских выборах в июле 2002 года партия была более успешна, завоевав шесть из 147 депутатских мандатов (все — от Кутиалы). После этого Сиссоко присоединился к правительству в качестве министра культуры, хотя другой партийный лидер Марико выступал против этого шага.
Второй очередной съезд партии был проведён в Кутиале в декабре 2006 года. На нём было решено вновь выдвинуть Марико кандидатом на президентских выборах в апреле 2007 года, что и произошло на конференции 23-24 февраля. Он занял четвёртое место с 2,72 % голосов.
Платформа партии на парламентских выборах в июле 2007 года была направлена на противодействие приватизации государственных предприятий. Партия получила четыре из 147 мест в Национальном собрании и резко критиковала правящую коалицию президента Мали Амаду Тумани Туре. Когда в сентябре 2007 года в новом Национальном собрании были сформированы парламентские группы, партия вошла в одну такую фракцию с Партией национального возрождения (PARENA). После выборов местный генеральный секретарь SADI Юсуф Дембеле был 12 августа найден мёртвым, что, по словам партии, было убийством. В 2009 году партия добилась прорыва на муниципальных выборах, получив 254 местных депутатов против 96 в 2004 году.
На парламентских выборах 2013 года SADI получила пять депутатских мест, на выборах 2020 года — всего три. Деятели партии неоднократно выступали с пророссийскими заявлениями и действиями.